# Aeroportul Taichung
Aeroportul Taichung (IATA: RMQ, ICAO: RCMQ) este un aeroport din Taichung, Taiwan ce deservește zona Taichung. Aeroportul a fost tranzitat în 2021 de 581.767 de pasageri. A fost numit după zona deservită.
Situat la o altitudine de 203 m, aeroportul dispune de 1 pistă. Este operat de Civil Aeronautics Administration⁠(d).

## Infrastructură

### Piste
Aeroportul dispune de o singură pistă. Pista 18/36 are suprafața de beton și dimensiunile 3.659 m × 61 m. 